# Веревкин, Михаил Иванович
Михаи́л Ива́нович Вере́вкин (1732, с. Покровское, Клинского уезда, Московской губернии — 21 марта [1 апреля] 1795, с. Михалево, Дмитровского уезда, Московской губернии) — русский поэт, прозаик, драматург, переводчик. Член-корреспондент Петербургской академии наук (1782), член Академии Российской (1785).
Происходил из мелкопоместных дворян. Учился в Морском кадетском корпусе (1742—1748). Служил на флоте мичманом (1751), корабельным секретарём (1753).

## Биография
Веревкин родился в 1732 году в селе Покровском Клинского уезда Московской губернии. Лишившись отца на восьмом году жизни, Веревкин был отдан в морской корпус, где и кончил курс мичманом. В 1755 г., при учреждении Московского университета, он оставил флот и был определён вместе с И. И. Мелиссино в товарищи к куратору университета И. И. Шувалову, а в 1758 г. в товарищи казанского губернатора и в директора тамошней гимназии, которую ему лично пришлось и открывать. Видя бедственное положение своих питомцев, — гимназия совсем была не обеспечена в материальном отношении, — директор предложил родителям учеников присылать в гимназию припасы натурой. По доносу Веревкин был за это отставлен, и лишь долгое следствие открыло его невиновность.
Он уехал в свою деревню Михалево в Клинском уезде и жил там, занимаясь сельским хозяйством и словесностью, вплоть до Пугачёвского бунта. Тут он поступил начальником канцелярии к графу Панину и занимался, между прочим, раздачей пособий пострадавшим от бунта.
Вернувшись затем опять в Михалево, он, по повелению императрицы Екатерины II, перевёл «Записки герцога Сюллия» (М., 1770—1776). По сообщению писателя и журналиста М. И. Пыляева, о Веревкине императрица узнала от своего мужа Петра III, которому он гадал на картах, будучи большим мастером этого дела.
Впоследствии Веревкин был переводчиком при кабинете её величества, советником новгородского губернского правления и, наконец, председателем Тверской палаты гражданского суда. По предложению княгини Дашковой был избран в 1782 г. в члены-корреспонденты Императорской Академии наук, а в 1785 г. — в члены Российской академии. Умер в 1795 г.

## Литературная деятельность
Литературная деятельность Веревкина заключалась главным образом в переводах, их длинный список помещен в «Москвитянине» (1842, книга VI), в том числе перевод Корана с французского перевода Андрэ дю Рие. Они делались по указанию императрицы и на её счет печатались в пользу Веревкина.
По сведениям историка М. И. Пыляева, 

«известный переводчик „Корана“ и автор комедий: „Так и должно“ и „Точь-в-точь“ и многих других сочинений за подписью „Михалево“ (название его деревни), сделался известен еще императрице Елисавете следующим образом: однажды перед обедом, прочитав какую-то немецкую молитву, которая ей очень понравилась, императрица пожелала перевести ее по-русски. Шувалов сказал императрице: „Есть у меня человек, который изготовит вам перевод к концу обеда“, и тотчас отослал молитву к Веревкину. За обедом еще принесли перевод. Он так понравился императрице, что она наградила переводчика 20 000 рублями. Веревкин был другом Фонвизина и Державина».
Комедия в пяти действиях «Так и должно» пользовалась популярностью, её 2-е издание вышло в Москве в 1774 году, а 3-е в 1788. Комедия не была забыта и в начале XX века. Это произведение заключает в себе много оригинального и свидетельствует о таланте и наблюдательности автора. Веревкин писал также стихотворения. Им же составлено «Описание Екатерининских вод в Астраханской губернии» (М., 1780).